# Heliport Innaarsuit

i7
i11
i13
Der Heliport Innaarsuit (ICAO-Code: BGIN) ist ein Hubschrauberlandeplatz in Innaarsuit im nordwestlichen Grönland. Da er kein Abfertigungsgebäude besitzt, wird der Heliport auch als Helistop bezeichnet.

## Lage und Ausstattung
Der Heliport liegt im nördlichen Teil des Dorfs, liegt auf einer Höhe von 95 Fuß und hat eine mit Schotter bedeckte kreisrunde Landefläche mit einem Durchmesser von 20 m.

## Fluggesellschaften und Ziele
Der Heliport wird von Air Greenland bedient, welche regelmäßige Flüge zum Tasiusaq und zum Flughafen Upernavik anbietet.